# Isara Tocha
Isara Tocha är ett distrikt i Etiopien.   Det ligger i zonen Dawuro och regionen Southern Nations, i den sydvästra delen av landet, 300 km sydväst om huvudstaden Addis Abeba.